# Macusita Nobuharu
Macusita Nobuharu (Szaitama, 1993. október 13. –) japán autóversenyző. A 2016-os Formula–1-es szezon folyamán a McLaren-Honda teszt- és fejlesztőversenyzője volt.

## Pályafutása
2005-ben kezdett gokartozni, ahol több hazai szériát is megnyert. 2011-ben a Formula Pilota China szériába lépett fel, ahol végül a 4. helyen zárt. 2012-re a Formula Challenge Japan-ba szerződött és megnyerte a bajnokságot. A következő két évben a Japán Formula–3-at erősítette. Előbb az 5. lett, majd megnyerte ezt a szériát is.

### GP2
2015-re a GP2-be szerződött az ART Grand Prix-hoz. Csapattársa a későbbi bajnok, Stoffel Vandoorne volt. Az első futamon már rögtön az első sorból rajtolhatott, de az első dobogóig egészén ausztriáig kellett várnia. Később, a magyar nagydíjon felállhatott a dobogó legfelső fokára. Végül a 9. helyen végzett a bajnokságban.

### Super Formula
2018-ra visszatért japánba, a Super Formula sorozatba, a Docomo Team Dandelion Racing csapatánál. Az év végi összetettben a 11. helyezést szerezte meg, mindössze 7 ponttal. Legjobb eredménye Motegiből egy 4. hely volt.
2020 novemberében, miután kiszállt az Formula–2-ből visszatért a szériába a B-MAX csapatával a 2020-as évad utolsó három hétvégéjére.

### Formula–2
2017-ben az újjáalakuló FIA Formula–2 bajnokságban szerelt ugyancsak az ART színeiben. Első győzelmét a spanyolországi sprintversenyen, a másodikat pedig a magyarországi sprintversenyen szerezte. Ezeken kívül további két alkalommal állt a dobogóra Monacóban és Olaszországban. Utóbbin az első rajtkockából indulhatott. Az összetett pontvadászatot a 6. helyen zárta 131 egységgel.
2018 végén a Carlin csapata bejelentette, hogy Macusita 2019-re visszatér a bajnokságba a csapat versenyzőjeként. Az osztrák versenyen életében először intette le a kockás zászló elsőként egy főfutamon, majd Olaszországban is az első gp-n tudott győzedelmeskedni. Az orosz nagydíj sprintfutamán Nyikita Mazepin nekicsapódott és nagy sebességgel a pályát övező védőfal alá csúszott. Kórházba szállították, de ott megállapították, hogy egyik pilótának sincs komolyabb sérülése, így mindketten rajthoz állhattak a szezonzáró versenyen, abu-dzabiban.
2020. február 17-én a holland MP Motorsport bejelentette, hogy leszerződtették az újonc Felipe Drugovich mellé a 2020-as évadra. Augusztus 15-én a spanyol nagydíj főfutamán a 18. helyről rajtolhatott, majd több remek taktika után 5 körrel a vége előtt megelőzte az élen haladó Cunoda Júkit, amivel átvette a vezetést és szezonbeli első futamgyőzelmét aratta. 2020. szeptember 22-én a holland istálló hivatalosan bejelentette, hogy közös megegyezéssel Macusita elhagyta a csapatot. Helyére a HWA-tól érkező Giuliano Alesit igazolták le az idény hátralévő részére.

## Eredményei

### Karrier összefoglaló
| Szezon  | Bajnokság                    | Csapat                       | Verseny         | Győzelem        | Pole            | Leggyorsab kör  | Dobogós helyezés | Pont            | Helyezés        |
| ------- | ---------------------------- | ---------------------------- | --------------- | --------------- | --------------- | --------------- | ---------------- | --------------- | --------------- |
| 2011    | Formula Pilota China         | Super License                | 10              | 1               | 1               | 2               | 4                | 89              | 4.              |
| 2012    | Formula Challenge Japán      |                              | 12              | 5               | 1               | 5               | 10               | 91              | 1.              |
| 2013    | Japán Formula–3-as bajnokság | HFDP Racing                  | 15              | 0               | 0               | 0               | 5                | 43              | 5.              |
| 2014    | Japán Formula–3-as bajnokság | HFDP Racing                  | 15              | 6               | 5               | 5               | 9                | 102             | 1.              |
| 2015    | GP2                          | ART Grand Prix               | 22              | 1               | 0               | 1               | 3                | 68.5            | 9.              |
| 2015–16 | MRF Challenge Formula–2000   | MRF Racing                   | 4               | 2               | 1               | 3               | 2                | 80              | 6.              |
| 2016    | GP2                          | ART Grand Prix               | 20              | 1               | 0               | 4               | 2                | 92              | 11.             |
| 2016    | Formula–1                    | McLaren Honda                | Fejlesztőpilóta | Fejlesztőpilóta | Fejlesztőpilóta | Fejlesztőpilóta | Fejlesztőpilóta  | Fejlesztőpilóta | Fejlesztőpilóta |
| 2017    | Formula–2                    | ART Grand Prix               | 22              | 2               | 1               | 2               | 4                | 131             | 6.              |
| 2018    | Super Formula                | Docomo Team Dandelion Racing | 6               | 0               | 0               | 0               | 0                | 7               | 11.             |
| 2019    | Formula–2                    | Carlin                       | 22              | 2               | 1               | 3               | 5                | 144             | 6.              |
| 2019    | Euroformula Open             | Carlin                       | 2               | 0               | 1               | 1               | 1                | 20              | 18.             |
| 2020    | Formula–2                    | MP Motorsport                | 17              | 1               | 0               | 1               | 1                | 42              | 15.             |
| 2020    | Super GT                     | Autobacs Racing Team Aguri   | 2               | 0               | 0               | 0               | 0                | 7               | 23.             |
| 2020    | Super Formula                | Buzz Racing B-Max            | 4               | 0               | 0               | 0               | 1                | 16              | 15.             |

* A szezon jelenleg is zajlik.

### Teljes GP2-es eredménylistája
(Félkövér: pole-pozíció, dőlt: leggyorsabb kör, a színkódokról részletes információ itt található)
| Év   | Csapat         | 1          | 2         | 3          | 4          | 5          | 6          | 7          | 8          | 9          | 10         | 11        | 12         | 13         | 14         | 15         | 16         | 17         | 18        | 19         | 20         | 21         | 22        | Helyezés | Pont |
| ---- | -------------- | ---------- | --------- | ---------- | ---------- | ---------- | ---------- | ---------- | ---------- | ---------- | ---------- | --------- | ---------- | ---------- | ---------- | ---------- | ---------- | ---------- | --------- | ---------- | ---------- | ---------- | --------- | -------- | ---- |
| 2015 | ART Grand Prix | BHR FEA 10 | BHR SPR 6 | ESP FEA 11 | ESP SPR 18 | MON FEA Ki | MON SPR 19 | AUT FEA 4  | AUT SPR 3  | GBR FEA Ki | GBR SPR 19 | HUN FEA 8 | HUN SPR 1  | BEL FEA Ki | BEL SPR 15 | ITA FEA Ki | ITA SPR 15 | RUS FEA 10 | RUS SPR 7 | BHR FEA 2  | BHR SPR Ki | UAE FEA 11 | UAE SPR T | 9.       | 68,5 |
| 2016 | ART Grand Prix | ESP FEA 11 | ESP SPR 8 | MON FEA 8  | MON SPR 1  | EUR FEA 6  | EUR SPR Ki | AUT FEA EX | AUT SPR EX | GBR FEA 6  | GBR SPR 5  | HUN FEA 6 | HUN SPR Ki | GER FEA 9  | GER SPR 12 | BEL FEA 11 | BEL SPR 11 | ITA FEA 11 | ITA SPR 6 | MAL FEA Ki | MAL SPR 7  | UAE FEA 2  | UAE SPR 4 | 11.      | 92   |

### Teljes FIA Formula–2-es eredménysorozata
(Táblázat értelmezése)

(Félkövér: pole-pozícióból indult; dőlt: leggyorsabb kört futott) 

| Év   | Csapat         | 1          | 2          | 3           | 4           | 5          | 6          | 7           | 8          | 9           | 10          | 11         | 12        | 13         | 14         | 15         | 16         | 17         | 18         | 19         | 20         | 21        | 22         | 23        | 24        | Helyezés | Pont |
| ---- | -------------- | ---------- | ---------- | ----------- | ----------- | ---------- | ---------- | ----------- | ---------- | ----------- | ----------- | ---------- | --------- | ---------- | ---------- | ---------- | ---------- | ---------- | ---------- | ---------- | ---------- | --------- | ---------- | --------- | --------- | -------- | ---- |
| 2017 | ART Grand Prix | BHR FEA 8  | BHR SPR 14 | ESP FEA 4   | ESP SPR 1   | MON FEA 3  | MON SPR 7  | AZE FEA 12  | AZE SPR 6  | AUT FEA 6   | AUT SPR 14  | GBR FEA 10 | GBR SPR 8 | HUN FEA 5  | HUN SPR 1  | BEL FEA 16 | BEL SPR Ki | ITA FEA 2  | ITA SPR 7  | JER FEA 18 | JER SPR 11 | UAE FEA 6 | UAE FEA 4  |           |           | 6.       | 131  |
| 2019 | Carlin         | BHR FEA 9  | BHR SPR 12 | AZE FEA 13  | AZE SPR 12  | ESP FEA 11 | ESP SPR Ki | MON FEA 2   | MON SPR 9  | FRA FEA 9   | FRA SPR 9   | AUT FEA 1  | AUT SPR 5 | GBR FEA 9  | GBR SPR 7  | HUN FEA 7  | HUN SPR 2  | BEL FEA T  | BEL SPR T  | ITA FEA 1  | ITA SPR 5  | RUS FEA 6 | RUS SPR Ki | UAE FEA 2 | UAE SPR 7 | 6.       | 144  |
| 2020 | MP Motorsport  | AUT1 FEA 9 | AUT1 SPR 6 | AUT2 FEA 17 | AUT2 SPR 11 | HUN FEA 12 | HUN SPR 11 | GBR1 FEA 10 | GBR1 SPR 7 | GBR2 FEA 11 | GBR2 SPR 18 | ESP FEA 1  | ESP SPR 5 | BEL FEA Ki | BEL SPR Ni | ITA FEA 15 | ITA SPR 11 | MUG FEA 11 | MUG SPR 14 | RUS FEA    | RUS SPR    | BHR1 FEA  | BHR1 SPR   | BHR2 FEA  | BHR2 SPR  | 15.      | 42   |

### Teljes Super Formula eredménylistája
| Év   | Csapat                | 1      | 2      | 3      | 4      | 5      | 6      | 7      | 8      | 9      | 10     | Helyezés | Pont |
| ---- | --------------------- | ------ | ------ | ------ | ------ | ------ | ------ | ------ | ------ | ------ | ------ | -------- | ---- |
| 2018 | Team Dandelion Racing | SUZ 12 | AUT T  | SUG 10 | FUJ 9  | MOT 4  | OKA 9  | SUZ 7  |        |        |        | 11.      | 7    |
| 2020 | Buzz Racing B-Max     | MOT    | OKA    | SUG    | AUT 6  | SUZ Ki | SUZ 14 | FUJ 3  |        |        |        | 15.      | 16   |
| 2021 | B-Max Racing          | FUJ    | SUZ 13 | AUT 3‡ | SUG 4  | MOT 3  | MOT 6  | SUZ 12 |        |        |        | 8.       | 33,5 |
| 2022 | B-Max Racing          | FUJ Ki | FUJ 19 | SUZ 1  | AUT 10 | SUG Ki | FUJ Ki | MOT 11 | MOT 11 | SUZ 17 | SUZ Ki | 13.      | 21   |

* A szezon jelenleg is zajlik.
‡ A versenyt félbeszakították, és mivel nem teljesítették a táv 75%-át, így csak a pontok felét kapta meg.

## Külső hivatkozások
- Hivatalos honlapja